# Сопхо (станция)
Сопхо (кор. 서포역) — узловая железнодорожная станция Корейских государственных железных дорог, расположенная на северо-западе Пхеньяна. Является узлом главных железнодорожных линий КНДР: Пхённасон (Пхеньян — Наджин) и Пхёнъисон (Пхеньян — Синыйджу), а также тупиковой ветви Йонсонсон. Названа по расположению в одноимённом округе района Хёнджесан.

## Деятельность
На станции останавливаются все поезда дальнего следования, выходящие из Пхеньяна. По состоянию на 2012 год, международное железнодорожное сообщение по станции отсутствует.